# Praça da Cidade Velha

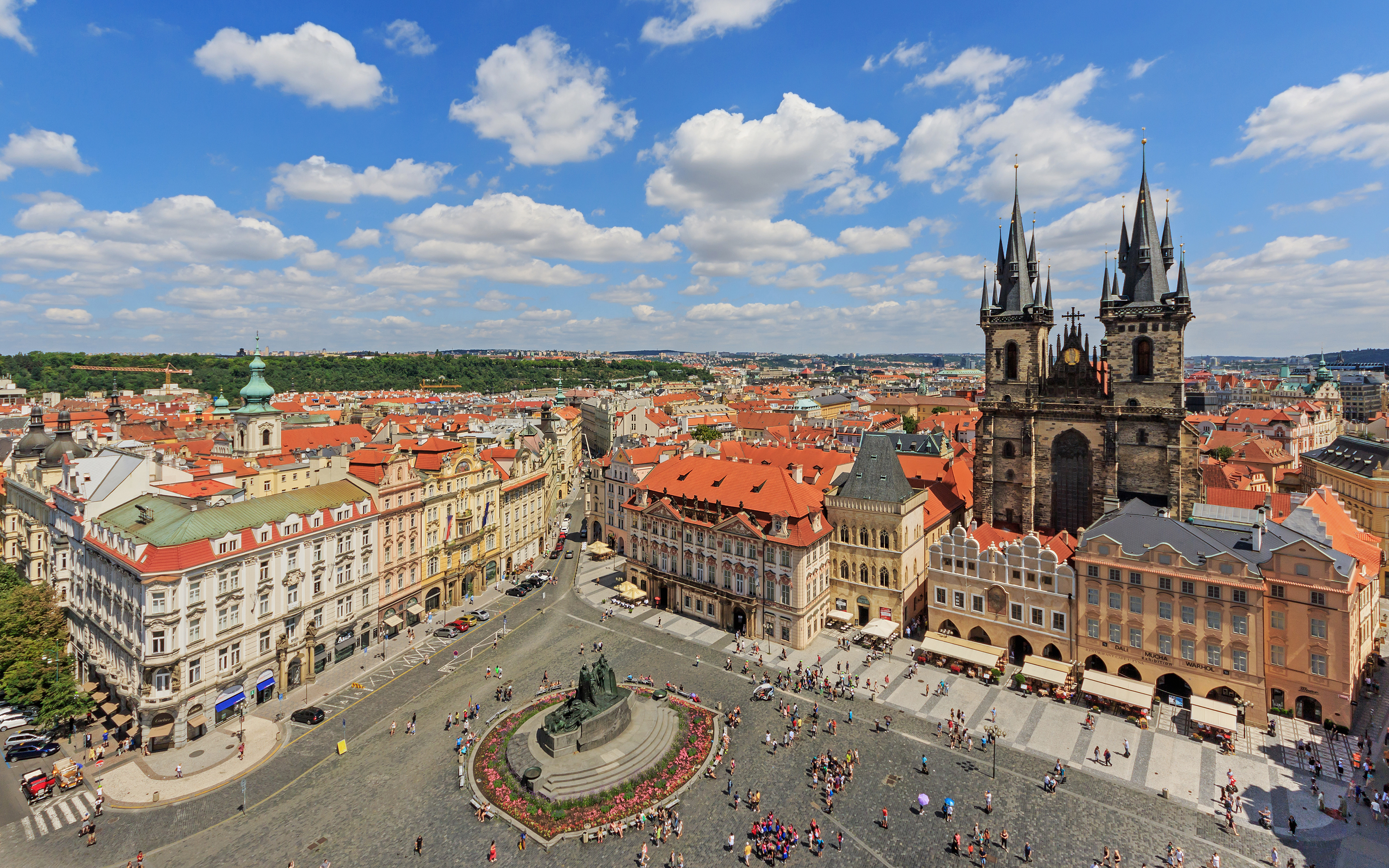
Praça da Cidade Velha com a Catedral de Týn ao fundo

Praça da Cidade Velha (em tcheco/checo:  Staroměstské náměstí, Staroměstské náměstíⓘ) é uma praça histórica no quarteirão da Cidade Velha bem no centro de Praga, capital da República Tcheca.
Localizada entre a Praça Venceslau e a Ponte Charles, a Praça da Cidade Velha está sempre lotada de turistas no verão. Ela é extremamente importante para os tchecos pois nela é possível encontrar prédios em vários estilos arquitetônicos, como a Catedral Týn, de estilo gótico, e a igreja de São Nicolau, em estilo barroco. Assim, a praça se tornou um oásis para viajantes das estreitas ruas de Praga.
Além das igrejas, outras grandes atrações da praça são o relógio Astronômico, denominado Orloj, a estátua de Jan Hus e a Torre da Cidade Velha, que permite uma visão panorâmica de toda a praça. A estátua de Jan Hus foi inaugurada no dia 6 de julho de 1915 no marco dos 500 anos de sua morte. Jan Hus foi um reformista religioso que foi queimado vivo por suas crenças. Mesmo assim, a religião pregada por ele é hoje a mais comum do país.